# Parque Kincsem
El Parque Kincsem (conocido en húngaro como Kincsem Park) es un importante lugar de celebración de carreras de caballos en Budapest, Hungría. Se trata de un parque de 84 hectáreas, el nombre de un popular caballo de carreras llamado Kincsem. El espacio puede albergar carreras de pura sangre y carreras de saltos, y también puede ser adecuado como una sala de conciertos. A pesar de que la pista sufrió una caída en la asistencia en los últimos años, ha disfrutado de una nueva popularidad entre los aficionados a las carreras debido al éxito del caballo de carreras húngaro Overdose. 